# Bob Hope

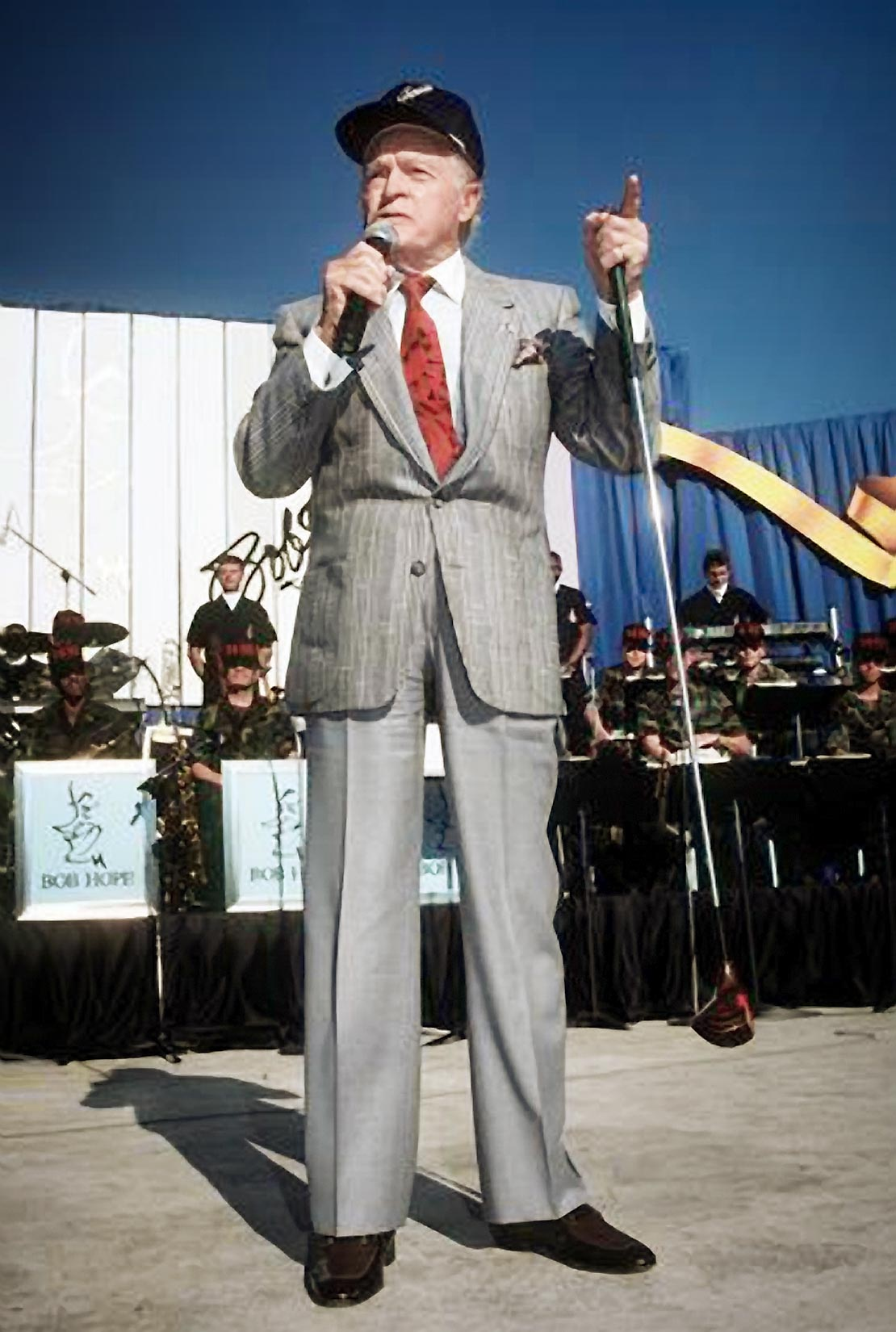
Bob Hope, 1990

Bob Hope, właśc. Leslie Townes Hope (ur. 29 maja 1903 w Londynie, zm. 27 lipca 2003 w Toluca Lake) – amerykański aktor sceniczny, filmowy i telewizyjny specjalizujący się w rolach komediowych.
Karierę aktorską rozpoczął w 1934 od filmu Going Spanish. Był laureatem wielu nagród filmowych, m.in. Oscara, którego otrzymał dwa razy za zasługi dla kina. Został odznaczony Narodowym Medalem Sztuk.

## Życiorys
Urodził się w Anglii jako piąte z siódemki rodzeństwa. Jego ojciec, William Henry Hope (Anglik), i matka, Avis Townes (Walijka), byli śpiewakami operowymi i w 1908 zamieszkali w Stanach Zjednoczonych w Cleveland.
19 lutego 1934 poślubił aktorkę Dolores Hope, z którą miał czwórkę adoptowanych dzieci. Był znany z zamiłowania do gry w golfa.

## Filmografia

### Lata 30.
- 1934 Paree, Paree jako Peter Forbes
- 1934 Going Spanish jako Bob
- 1935 Double Exposure
- 1935 The Old Grey Mayor
- 1935 Watch the Birdie
- 1935 Calling All Tars
- 1936 Shop Talk
- 1938 Thanks for the Memory jako Steve Merrick
- 1938 Give Me a Sailor jako Jim Brewster
- 1938 College Swing jako Bud Brady
- 1939 Never Say Die jako John Kidley
- 1939 Some Like It Hot jako Nicky Nelson
- 1939 The Cat and the Canary jako Wally Campbell

### Lata 40.
- 1940 The Ghost Breakers jako Larry Lawrence
- 1940 Droga do Singapuru jako Ace Lannigan
- 1941 Droga do Zanzibaru jako Hubert ‘Fearless’ Frazier
- 1942 Droga do Maroka jako Orville 'Turkey' Jackson / Ciotka Lucy
- 1944 Księżniczka i pirat (The Princess and the Pirate) jako Wielki Sylwester
- 1946 Droga do Utopii jako Chester Hooton
- 1947 Droga do Rio (Road to Rio) jako Hot Lips Barton
- 1949 Smutny Jones (Sorrowful Jones) jako Humphrey „Sorrowful” Jones

### Lata 50.
- 1952 Syn bladej twarzy (Son of Paleface) jako Peter Potter Jr.
- 1952 Droga do Bali jako Harold Gridley
- 1959 Pechowiec na prerii (Alias Jesse James) jako Milford Farnsworth

### Lata 60.
- 1960 The Facts of Life jako Larry Gilbert
- 1961 Kawaler w raju (Bachelor in Paradise) jako Adam J. Niles
- 1962 Droga do Hong Kongu (The Road to Hong Kong) jako Chester Babcock
- 1963 Dźwięk śmiechu (The Sound of Laughter) jako śpiewak w sklepie spożywczym
- 1963 Call Me Bwana jako Matthew Merriweather
- 1963 Critic's Choice jako Parker Ballantine
- 1964 Międzynarodowa sprawa (A Global Affair) jako Frank Larrimore
- 1965 I'll Take Sweden jako Bob Holcomb
- 1966 The Oscar jako on sam
- 1966 Boy, Did I Get a Wrong Number! jako Tom Meade
- 1968 Prywatna flota sierżanta O’Farrella (The Private Navy of Sgt. O’Farrell) jako sierżant Dan O’Farrell
- 1969 How to Commit Marriage jako Frank Benson

### Lata 70.
- 1970 Swing Out, Sweet Land jako on sam
- 1972 Cancel My Reservation jako Dan Bartlett
- 1979 Wielka wyprawa muppetów (The Muppet Movie) jako sprzedawca lodów

### Lata 80.
- 1985 Szpiedzy tacy jak my (Spies Like Us) jako on sam
- 1986 Morderstwo doskonałe (A Masterpiece of Murder) jako Dan Dolan

### Lata 90.
- 1994 Wiek kina (A Century of Cinema) (dokumentalny) jako on sam

## Dyskografia

### Lata 40.
- 1944 I Never Left Home
- 1948 Bing Crosby Sings with Al Jolson, Bob Hope, Dick Haymes and the Andrews Sisters

### Lata 50.
- 1950 The Quick And The Dead - Volume 1: The Atom Bomb
- 1952 Road to Bali (Selections From The Paramount Picture) /z Bingiem Crosbym
- 1955 The Seven Little Foys
- 1955 Songs From Eddie Foy And The Seven Little Foys /z Milly Vitale oraz Jamesem Cagney
- 1958 Paris Holiday

### Lata 60.
- 1962 The Road to Hong Kong /z Bingiem Crosbym
- 1963 Hope In Russia And One Other Place
- 1965 On The Road To Vietnam

### Lata 70.
- 1973 Holidays
- 1976 America Is 200 Years Old... And There’s Still Hope!

### Lata 80.
- 1983 Bing & Bob /z Bingiem Crosbym

### Lata 90.
- 1994 Hopes For The Holidays

### Lata 2000.
- 2002 Legends Of Radio: The Bob Hope Show
- 2002 The Bob Hope Show

## Nagrody
- Nagroda Akademii Filmowej
  - Oscar za zasługi dla Akademii Filmowej: 1953
  - Jean Hersholt Humanitarian Award: 1960
- Złoty Glob Nagroda im. Cecila B. DeMille’a: 1963